# Vincent Lecavalier
Vincent „Vinny“ Lecavalier (* 21. April 1980 in L’Île-Bizard, Québec) ist ein ehemaliger kanadischer Eishockeyspieler. Der Angreifer verbrachte 14 Spielzeiten bei den Tampa Bay Lightning in der National Hockey League, die ihn im NHL Entry Draft 1998 an erster Gesamtposition ausgewählt hatten. Mit den Lightning gewann er 2004 den Stanley Cup und hielt zum Ende seiner Karriere die Franchise-Rekorde für die meisten Spiele und Tore, sodass seine Trikotnummer in Tampa nicht mehr vergeben wird. Ausklingen ließ Lecavalier, der zudem mit der Maurice Richard Trophy und der King Clancy Memorial Trophy geehrt wurde, seine Karriere bei den Philadelphia Flyers und den Los Angeles Kings. Mit der kanadischen Nationalmannschaft gewann er die Goldmedaille beim World Cup of Hockey 2004 und nahm an den Olympischen Winterspielen 2006 teil.

## Karriere

### Océanic de Rimouski (1996–1998)
Nachdem Lecavalier zwei Jahre am College in Notre Dame sehr erfolgreich Eishockey gespielt hatte, kehrte er 1996 in seine Heimat zurück und begann seine professionelle Karriere bei den Océanic de Rimouski. In seiner ersten Saison erreichte er eine Punkteausbeute von 103 Punkten und wurde deshalb von der Québec Major Junior Hockey League mit der Trophée Michel Bergeron als bester Rookie-Stürmer und mit dem Coupe RDS als bester Rookie der Liga ausgezeichnet. Zusätzlich wurde er von CHL (Canadian Hockey League), dem Dachverband der drei kanadischen erstklassigen Jugend-Hockeyligen, in das All-Rookie Team gewählt und als bester Rookie der Saison 1996/97 ausgezeichnet. In seiner zweiten Spielzeit in der QMJHL konnte Lecavalier seine Leistung weiter steigern und erzielte in 58 Spielen 44 Tore und bereitete 71 weitere Treffer vor. In den Playoffs erreichte mit seinem Team das Liga-Finale, welches aber gegen Val-d’Or Foreurs verloren ging. Lecavalier selbst kam auf eine Punkteausbeute von 41 Punkte in 18 Spielen. Nachdem Ende der Saison wurde er sowohl von der QMJHL, als auch von der CHL, in das jeweilige First All-Star Team gewählt, außerdem zeichnete die QMJHL ihn auf noch mit der Trophée Michael Bossy als kommender Top-Pick der Liga aus. Aufgrund seiner Leistungen in der abgelaufenen Spielzeit galt er neben David Legwand als das größte Talent für den NHL Entry Draft 1998. Obwohl Legwand von den Scouts der NHL auf Platz 1 gesetzt wurde, wählten die Tampa Bay Lightning Lecavalier als Gesamtersten.

### Tampa Bay Lightning (1998–2013)
Nachdem er gedraftet wurde, wechselte Lecavalier 1998 zu Tampa Bay Lightning. Sein NHL-Debüt feierte er am 9. Oktober 1998 gegen die Florida Panthers. Sein erstes Tor gelang ihm wenige Spiele später, am 25. Oktober gegen die Vancouver Canucks. Im Februar wurde er als Rookie des Monats ausgezeichnet. Gleich in seiner ersten Saison spielte er alle 82 Spiele der regulären Saison, jedoch gelangen ihm nur 28 Punkte. Von der Punkteausbeute, die als Gesamterster nach ihm ausgewählt wurden, schnitt nur der ein Jahr nach ihm ausgewählte Patrik Štefan noch schlechter ab.
Am 11. März 2000, während seiner zweiten NHL Saison, wurde er im Alter von 19 Jahren und 11 Monaten zum Kapitän seiner Mannschaft und damit zum jüngsten Kapitän der NHL Geschichte, allerdings musste er diese Rolle, nach Differenzen mit dem Trainer der Lightning, John Tortorella, und stockenden Vertragsverhandlungen mit dem Management des Teams, vor der Saison 2001/02 wieder abgeben. 2007 nahm ihm Sidney Crosby den Rekord als jüngster Mannschaftskapitän ab. Er beendete seine zweite Spielzeit in der NHL mit 67 Punkten. 2002/03 steigerte sich Lecavalier weiter und spielte seine bis dahin beste Saison (78 Punkte) und konnte sich erstmals in seiner Karriere mit seinem Team für die Playoffs qualifizieren. Ebenfalls konnte er sich zum ersten Mal als Sieger einer Division bezeichnen. In seiner ersten Playoffserie erzielte Lecavalier drei Tore und drei Assists in insgesamt elf Spielen. Im November 2002 erzielte Lecavalier beim 4:1-Sieg über die Pittsburgh Penguins seinen ersten Hattrick in der NHL. Weitere persönliche Highlights für ihn waren sein 100. Tor in der NHL am 18. Januar 2003 gegen die Philadelphia Flyers, sein zweites 4-Punkte-Spiel (3 Tore, 1 Assist) gegen die Phoenix Coyotes und die erstmalige Teilnahme am NHL All-Star Game.
Die Saison 2003/04 wurde zur erfolgreichsten Spielzeit seiner bisherigen Karriere. Er gewann die neben den Olympischen Winterspielen wichtigsten Mannschaftstrophäen im Eishockey, den Stanley Cup mit den Tampa Bay Lightning und den World Cup of Hockey 2004 mit dem Team Canada. In den Playoffs gehörte er neben Torhüter Nikolai Chabibulin und seinen Mitspielern Brad Richards und Martin St. Louis zu den wichtigsten Akteuren seines Teams. Beim World Cup schoss er im Halbfinale in der vierten Minute der Overtime das spielentscheidende 4:3-Siegtor über die Tschechische Republik. Insgesamt erzielte Lecavalier 7 Punkte und belegte Platz 2 der Topscorer des Turniers, hinter dem Schweden und damaligen NHL-Teamkollegen Fredrik Modin. Am Ende des Cups wurde er in das All-Star Team gewählt und als MVP ausgezeichnet.
Nachdem die Saison 2004/05 aufgrund eines Lockouts in der NHL ausgefallen war, spielte Lecavalier zusammen mit seinen Teamkollegen Nikolai Chabibulin und Brad Richards für Ak Bars Kasan in der russischen Superliga. Die Mannschaft wurde Vierter und nahm an den Playoffs teil, Lecavalier steuerte dazu 16 Punkte bei.

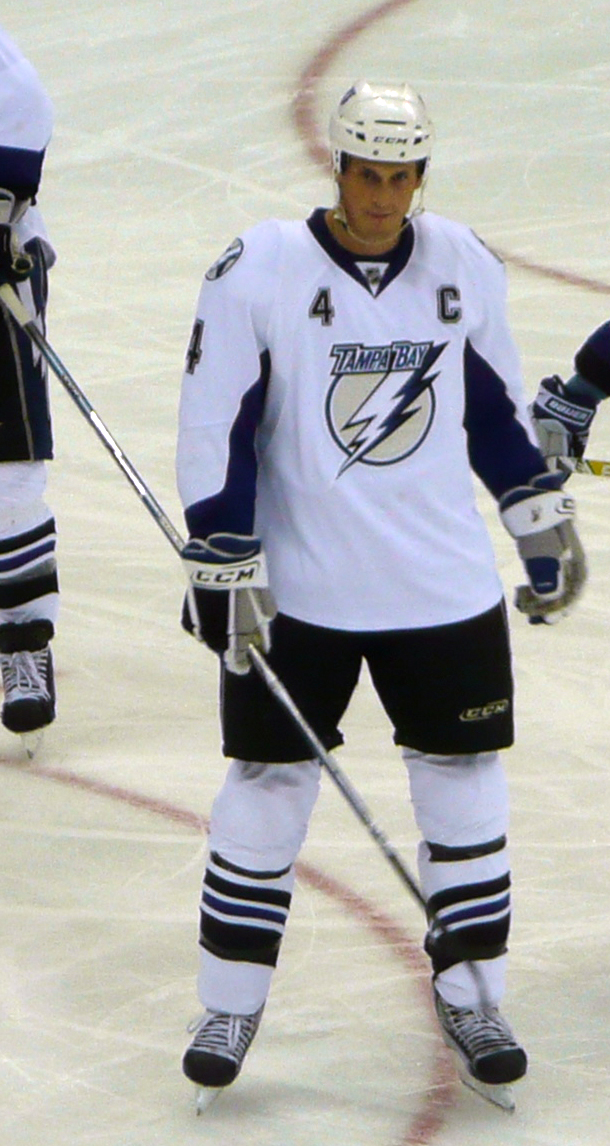
Lecavalier mit dem charakteristischen „C“ als Mannschaftskapitän.

Im Jahr nach dem Lockout konnte Lecavalier mit seinem Team nicht an die teils großartigen Leistungen der beiden vorigen Spielzeiten anknüpfen. Er erzielte zwar 75 Punkte, welches dass bis dahin zweitbeste Ergebnis seiner Laufbahn und auf die Tore bezogen (35) sogar die beste Saison seiner bisherigen Karriere war, konnte sich aber mit seinem Team nur knapp für die Playoffs qualifizieren. Dort musste sich Lecavalier mit den Lightning bereits in der ersten Runde den Ottawa Senators geschlagen geben. Während dieser Spielzeit erlebte er im Trikot der Ahornblätter ein durchwachsenes olympisches Turnier, das im Viertelfinale gegen Russland ein enttäuschendes Ende nahm. Lecavalier selbst konnte 3 Assists verbuchen. 2006/07 schloss Lecavalier die reguläre Saison mit 52 Toren ab und wurde als NHL-Torschützenkönig mit der Maurice Richard Trophy ausgezeichnet, insgesamt erreicht er mit 56 weiteren Assists 108 Punkte, die beste Punkteausbeute seiner Karriere. Er wurde aufgrund seiner Leistung zusammen mit seinem Teamkollegen Martin St. Louis in das Second All-Star Team gewählt, zudem war er auch für den Lester B. Pearson Award als bester Spieler der regulären Saison nominiert, welchen aber Sidney Crosby gewann. Sowohl die 52 Tore, wie auch die 108 Punkte sind seitdem ein Franchise-Rekord. Lecavalier war der erste Spieler von Tampa Bay, der mehr als 50 Tore in einer Saison erzielen konnte. Selbes gelang bisher nur Steven Stamkos in der Saison 2009/10 mit 51 Toren.
In der Saison 2007/08 erreichte Lecavalier 92 Punkte, der zweitbeste Wert in seiner bisherigen Karriere. Außerdem schaffte er es in acht aufeinanderfolgenden Spielen mindestens zwei Punkte pro Spiel (sogenannte Multipoint Games) zu erzielen. Er ist der erste Spieler, der dieses nach Jaromír Jágr (1996) geschafft hat. Bei seiner insgesamt vierten Teilnahme am All-Star Game war er erstmals Kapitän der Eastern Conference. Spätestens seit jener Saison gehört Lecavalier zum Kreis der besten Spieler in der NHL. Im Juli 2008 verlängerte Lecavalier seinen Vertrag mit Tampa Bay Lightning um 11 Jahre einem kolportierten Gesamtgehalt von 85 Millionen. Weiterhin wurde der Kanadier nach dem Rücktritt von Tim Taylor erneut zum Kapitän der Mannschaft ernannt. Die Spielzeiten 2008/09 und 2009/10 verliefen sowohl für Lecavalier, als auch für sein Team, weniger erfolgreich. Die Lightning verpassten jeweils deutlich die Playoffs und Lecavalier konnte nicht die Punkteausbeute der beiden vorherigen Jahre erreichen, welches teilweise Verletzungen geschuldet war. So musste er sich beispielsweise einer Operation in der Vorbereitung auf die Saison 2008/09 an der Schulter unterziehen, nachdem er sich an dieser bei einem Check von Washingtons Matt Cooke verletzt hatte. Mitte Januar 2009 gab es zudem Gerüchte, dass Lecavalier in seine kanadische Heimat nach Montréal zu den Canadiens wechseln würde. Lecavalier dementierte diese Gerüchte und erklärte, dass er in Tampa Bay bleiben werde.
Vor der Saison 2010/11 musste sich Lecavalier einer weiteren Operation unterziehen, diesmal ein kleinerer Eingriff am Knie. Nachdem er eher schwach in die Saison gestartet war, brach sich Lecavalier am 11. November die rechte Hand bei einem Check gegen Washingtons Karl Alzner. Nach seinem Comeback verbesserten sich Lecavaliers Leistungen und er erzielte 45 Punkte in 51 Einsätzen. Er beendete die reguläre Saison auf Platz drei der teaminternen Scorerliste hinter Steven Stamkos und Martin St. Louis. Zudem erreichte er mit den Lightning zum ersten Mal wieder die Playoffs, seitdem er wieder Kapitän der Franchise war. Im Juni 2013 wurde sein Kontrakt von den Lightning jedoch frühzeitig ausbezahlt (buy out).
Im Februar 2018 ehrten ihn die Tampa Bay Lightning, indem sie seine Trikotnummer 4 sperrten.

### Philadelphia Flyers (2013–2016)
Nachdem die Tampa Bay Lightning wenige Tage zuvor seinen Kontrakt ausbezahlt hatten, war Lecavalier kurzzeitig als unrestricted Free Agent verfügbar und war berechtigt frei mit allen NHL-Franchises über ein Vertragsverhältnis zu verhandeln. Schließlich entschied sich der Kanadier am 2. Juli 2013 für ein Engagement bei den Philadelphia Flyers, welche zuvor die Verträge von Torwart Ilja Brysgalow und Stürmer Daniel Brière ausbezahlt hatten. Lecavalier unterzeichnete einen Fünfjahresvertrag im Gesamtwert von 22,5 Millionen US-Dollar bei den Philadelphia Flyers. Das jährliche Durchschnittsgehalt beläuft sich demnach auf 4,5 Millionen US-Dollar, wobei der Kanadier aufgrund der vorangegangenen Vertragsausbezahlung bis ins Jahr 2027 zusätzlich eine jährliche Summe von 2,33 Millionen US-Dollar von den Tampa Bay Lightning erhält.
Lecavalier beendete seine erste Spielzeit im Trikot der Flyers mit insgesamt 37 Scorerpunkten und erzielte dabei im März 2014 gegen die Buffalo Sabres den 400. Treffer seiner bisherigen NHL-Karriere. Beim Play-off-Erstrundenaus seiner Mannschaft gegen die New York Rangers konnte der Kanadier lediglich einen Torerfolg und eine Vorlage verbuchen. Auch zu Beginn der anschließenden Saison 2014/15 hatte der Angreifer mit einem Leistungstief zu kämpfen und wurde im Dezember 2014 erstmals in seiner Karriere ohne Verletzung aus dem NHL-Kader seiner Mannschaft gestrichen. Infolge seiner vielkritisierten Auftritte sowie mangelnder Defensivarbeit wurde der Linksschütze im weiteren Verlaufe der Saison zumeist auf den Flügeln und mit wenig Eiszeit in der vierten Reihe eingesetzt. Mit 12 Scorerpunkten aus 57 Saisonspiele beendete Lecavalier die offensivschwächste Spielzeit seiner gesamten Laufbahn.

### Los Angeles Kings
Im Januar 2016 wurde Lecavalier zusammen mit Luke Schenn an die Los Angeles Kings abgegeben, die im Gegenzug Jordan Weal und ein Drittrunden-Wahlrecht im NHL Entry Draft 2016 an die Philadelphia Flyers transferierten. Zugleich gab Lecavalier bekannt, seine aktive Karriere nach der Saison 2015/16 beenden zu wollen, was er im Juni 2016 auch in die Tat umsetzte.

## Privates
Lecavalier besuchte von 1992 bis 1993 die John Rennie High School in Pointe-Claire, Quebec. Danach wechselte er auf das Athol Murray College of Notre Dame in Wilcox (Saskatchewan, Canada). Dort traf er bereits auf seinen langjährigen Teamkollegen bei den Tampa Bay Lightning, Brad Richards. Zufälligerweise waren Richards und Lecavalier sogar Zimmernachbarn. Beide spielten später auch zusammen für Rimouski und wurden im selben Jahr (1998) von Tampa Bay gedraftet. Bei den Lightning spielten beide jahrelang zusammen, bis Richards im Februar 2008 nach Dallas transferiert wurde.
Lecavalier unterstützt verschiedene karitative Projekte wie die Vinny Lecavalier Foundation zur Unterstützung von Familien und Jugendlichen oder das  Vincent Lecavalier Pediatric Cancer and Blood Disorders Center at All Children’s Hospital in St. Petersburg, Florida.
Für sein Engagement abseits des Eises wurde er mit der King Clancy Memorial Trophy und dem NHL Foundation Player Award im Jahr 2008 ausgezeichnet.
Lecavalier ist verheiratet und hat eine Tochter, die 2010 geboren wurde.

## Erfolge und Auszeichnungen
| - 1997 Trophée Michel Bergeron - 1997 Coupe RDS - 1997 CHL All-Rookie Team - 1997 CHL Rookie of the Year - 1998 QMJHL First All-Star Team - 1998 CHL First All-Star Team - 1998 Trophée Michael Bossy - 1998 CHL Top Draft Prospect Award - 1999 NHL-Rookie des Monats Februar - 2003 Teilnahme am NHL All Star-Game | - 2004 Stanley-Cup-Gewinn mit den Tampa Bay Lightning - 2007 Teilnahme am NHL All Star-Game - 2007 Mark Messier Leadership Award des Monats Februar - 2007 Maurice ‚Rocket‘ Richard Trophy - 2007 NHL Second All-Star Team - 2008 Teilnahme am NHL All Star-Game - 2008 NHL Foundation Player Award (gemeinsam mit Trevor Linden) - 2008 King Clancy Memorial Trophy - 2009 Teilnahme am NHL All Star-Game - 2018 Sperrung der Trikotnummer 4 durch die Tampa Bay Lightning |

### International
- 2004 Goldmedaille beim World Cup of Hockey
- 2004 All-Star-Team des World Cup of Hockey
- 2004 Wertvollster Spieler des World Cup of Hockey

## Karrierestatistik

### International
Vertrat Kanada bei:
- Junioren-Weltmeisterschaft 1998
- Weltmeisterschaft 2001
- World Cup of Hockey 2004
- Olympischen Winterspielen 2006

(Legende zur Spielerstatistik: Sp oder GP = absolvierte Spiele; T oder G = erzielte Tore; V oder A = erzielte Assists; Pkt oder Pts = erzielte Scorerpunkte; SM oder PIM = erhaltene Strafminuten; +/− = Plus/Minus-Bilanz; PP = erzielte Überzahltore; SH = erzielte Unterzahltore; GW = erzielte Siegtore; 1 Play-downs/Relegation; Kursiv: Statistik nicht vollständig)

## Sonstiges
Im Film Maurice Richard aus dem Jahr 2005 spielte Vincent Lecavalier die Eishockeygröße Jean Béliveau.
Für EA Sports Videospiel NHL 06 fungierte er als Cover-Athlet.